# Лефкада (місто)
Лефкас за катаревусою, дімотична назва Лефкада (грец. Λευκάδα) — місто в Греції, у периферії Іонічні острови, столиця однойменних ному Лефкас та острова Лефкас.

## Визначні місця
- Венеціанський Замок Святої Маури[en]14 століття — знаходиться на материковій частині, поєднаній із островом дамбою.
- Собор Святого Спіридона 17 століття на головній однойменній площі міста.
- Монастир Фанероменіс.
- Музей фольклору.
- Музей фонографів.

## Персоналії
- Агнес Бальтса — оперна співачка мецо-сопрано.
- Спірос Вреттос — грецький поет.
- Лафкадіо Герн — ірландсько-американський прозаїк.
- Дімітріос Големіс — грецький легкоатлет.
- Цавалос Карусос — актор.
- Апостолос Какламаніс — політик.
- Спірос Марангос — грецький футболіст.
- Ангелос Сікеліанос — драматург.

## Міста-побратими
- Сіндзюку,  Японія
- Плоєшті,  Румунія
- Еммабуда,  Швеція

## Фортеця Грівас

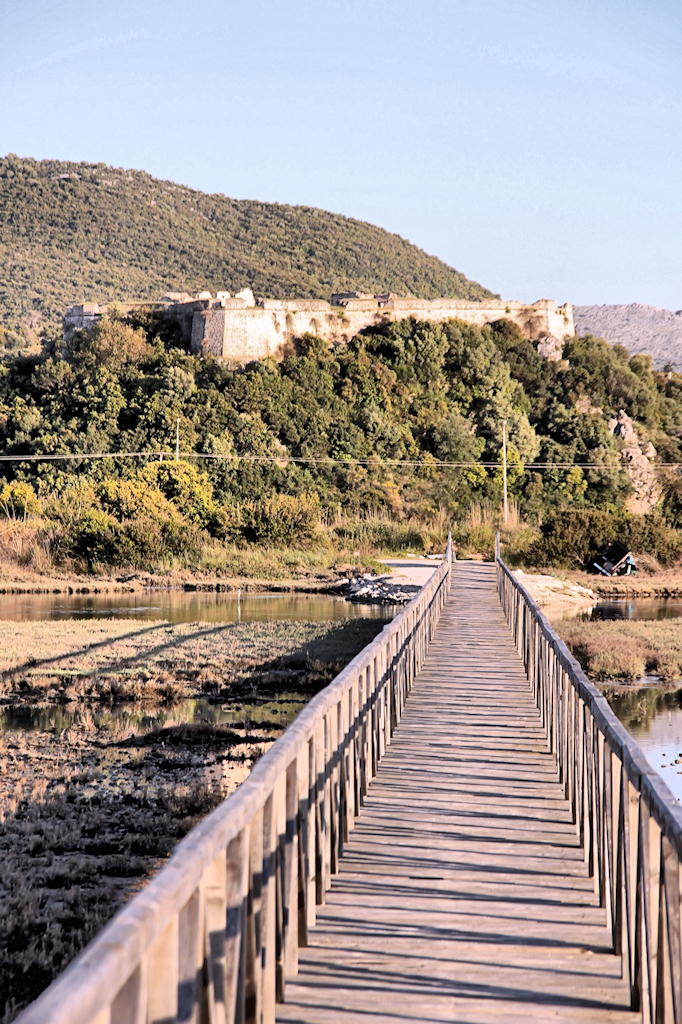
Фортеця Грівас

На відстані близько 3 км. від міста на материковій частині Греції розташована фортеця Грівас (фортеця Теке), яка в 1806 році побудована Алі-пашою Тепелєнським  на місці мусульманського монастиря, заснованого в 1668 році. Метою побудови фортеці було захоплення острова Левкади, проте після 1807 року, коли ранцузи заволоділи Іонічними островами ці плани було відкладено, аукріплення передано родині Грівас. Фортецю у 1821 році було захоплено греками під час грецької революції. Периметр фортеці складає 180 метрів, а самі укріплення складаються з мурів та трьох великих бастіонів на кутах, два з яких на північній стороні і один - на піденній. По периметру фортеці розташована гарматна галерея шириною 10 метрів 